# Green Echo
Os Green Echo são uma banda de improviso instrumental Lisboa, Portugal, que misturam uma variedade de géneros musicais tais como dub, world music, música progressiva, música experimental.

## Biografia
Os Green echo foram criados por Nno Mar (guitarra e efeitos), J (bateria) e Pedrü (baixo) em 2003. Os três amigos de longa data, partilhando gostos musicais, decidiram começar a tocar juntos em sessões caseiras de longas jams instrumentais e experimentais, sempre baseadas no improviso e através da utilização de muitos efeitos preponderantes tais como o delay e reverb, influenciados por uma variedade de bandas com as quais tinham crescido, tais como Mr. Bungle, Sonic Youth, Can, Kraftwerk, Soft Machine, Tool, The Mars Volta, De Facto, Radiohead, Amon Tobin, Zenzile, Kaly Live Dub, Hightone, Pink Floyd, Bob Marley, King Tubby, e ainda bandas portuguesas, tais como Three and a Quarter, Zen, Blasted Mechanism, Primitive Reason, Loosers, Wray Gunn. Querendo desenvolver as suas ideais, começaram a ensaiar regularmente, dando assim resultado às primeiras gravações posteriormente disponibilizadas no MySpace, sob uma variedade de nomes até chegarem ao nome Green Echo (inventado pelo Nno Mar e J, como definição do som que tocavam e de alguma forma baseado num pedal de delay da Line 6).
Por forma a expandir o som dos Green Echo, o Adri (clarinete, flauta transversal, escaleta e efeitos) e Zdigas (guitarra, sintetizador & efeitos) juntaram-se full-time à banda, tornando assim o som da mesma muito mais denso.
Foi então que os Green Echo começaram a atrair alguma atenção na internet, tendo então a primeira exposição pública na radio portuguesa no programa "Admirável Mundo Novo".
O lançamento do primeiro material surgiu em 2006, com a contribuição de duas (“dunk” e “duz”) para a compilação ‘’“Thirty Something New Tales”’’ from Music@PL.PT in 2006. Por esta altura, o Pedrü tinha saído da banda w foi temporariamente substituído pelo Zeca.
Nos meses que se seguiram a banda teve uma pequena paragem, regressando posteriormente a uma actividade regular com uma nova formação. O Zeca deixou a banda, entrando para a mesma os irmãos Leo (guitarra) e Rod (teclados, percussão e baixo), e pouco tempo depois, o legado do baixo passou  para o vocalista dos Katharsis Sarmento (baixo, saxofone tenor e didjeridu). Com a entrada destes três últimos membros, o música dos Green Echo distanciou-se do som cru e experimentalista inicial, dando lugar a um som mais quente, influenciado por world music e estruturas do jazz.
Foi com esta formação que os Green Echo deram o seu primeiro concerto no Festival de Oeiras no início de 2009. Pouco tempo depois, a Sara (VJ) juntou-se à banda, dando aos Green Echo um novo impacto visual através da projecção de videos emotivos e intensos. Foi apenas em Julho desse mesmo ano que os Green Echo deram o seu primeiro concerto com única banda na Crew Hassan em Lisboa.
Participaram então no Concurso Novos Talentos promovido pela JCP, dando uma série de concertos em Lisboa e Montemor, acabando por vencer a prova. Como resultado, a banda foi convidada a tocar na Festa do Avante em Setembro de 2009, enquanto cabeça de cartaz do Palco Novos Valores do último dia da Festa, dando um dos concertos mais memoráveis da banda até à data!
Em Outubro de 2009, os Green Echo iniciaram a gravação do seu primeiro álbum que tem sido referido como sendo uma apresentação em DVD, explorando o lado visual da banda.

## Estilo musical
Pode ler-se no seu site,
"Os green echo libertam ideias e emoções com uma componente expressiva e comunicativa projectando para o público uma explosão de sensações, fazendo do som um ec(h)o do momento vivido. A sua música funde componentes electrónicas e acústicas num resultado espacial e natural ao mesmo tempo. Cada momento musical é único e resulta da fusão das percepções que cada elemento tem do mundo. Cria-se assim a matéria canalizadora para a reflexão, para a revolta... Procura-se o som da mudança."

### Improviso
Toda a ideia por detrás da música dos Green Echo baseia-se em grande parte no improviso e soundscapes. Estes improvisos ficam ligados a um único riff, ideia ou por outro lado desenvolvidos sem laços em volta de nenhuma ideia ou coisa em concreto, onde a banda simplesmente começa a tocar e leva a música onde quer que ela os leve. Os green echo mantêm este espírito de improviso, muito ligado a bandas tais como Pink Floyd ou King Crimson, pois acreditam que o som que surge é o resultado do momento dando espaço a uma criação mais espontânea e genuína, muito mais ligada ao preciso tempo e espaço em que é tocado. Assim, os concertos dos green echo tornam-se únicos entre si, pois mesmo qualquer tipo de preparação anterior de um concerto apenas remete o mesmo para uma mensagem ou viagem que pretende ser explorada.

### Efeitos
O som dos Green Echo prende-se em grande parte com a utilização densa de pedais de efeitos. Esta utilização de efeitos, levando a criação de paisagens sonoras próprias, demonstra uma abordagem diferente aos instrumentos tocados, levando a que, por exemplo, a guitarra não seja um instrumento em si, mas sim um mero veículo para as capacidades dos pedais de efeitos. Todos os membros da banda utilizam todo o tipo de efeitos, especialmente delays extremamente presentes. Tal pode ser facilmente percepetível nas massas de som de delays em auto-oscilação, bem como pela forma como os efeitos são utilizados nos instrumentos de sopro tocados pelo Adri.

## Discografia

### Álbuns de estúdio
A ser lançado o primeiro álbum em inicios de 2010

### Compilações
- Thirty Something New Tales (2006) Music @PL.PT